# Lebanon (Nebraska)
Lebanon è un villaggio degli Stati Uniti d'America della contea di Red Willow nello Stato del Nebraska. La popolazione era di 80 persone al censimento del 2010.

## Storia
Lebanon è stata intrecciata nel 1887 quando la Burlington & Missouri River Railroad è stata estesa fino a quel punto. Prende questo nome dal cedro del Libano (Lebanon in inglese).

## Geografia fisica
Lebanon è situata a 40°02′57″N 100°16′35″W (40.049211, -100.276348).
Secondo lo United States Census Bureau, ha un'area totale di 0,16 miglia quadrate (0,41 km²).

## Società

### Evoluzione demografica
Secondo il censimento del 2010, c'erano 80 persone.

### Etnie e minoranze straniere
Secondo il censimento del 2010, la composizione etnica del villaggio era formata dal 100,0% di bianchi.